# Биандроно
Биандро̀но (на италиански: Biandronno; на ломбардски: Biandron, Биандрон) е малко градче и община в Северна Италия, провинция Варезе, регион Ломбардия. Разположено е на 262 m надморска височина, на западния бряг на езеро Лаго ди Варезе. Населението на общината е 3351 души (към 2017 г.).